# 타비카에루
타비카에루(일본어: 旅かえる, Travel Frog, 트래블 프로그, 여행개구리)는 일본 교토 나고야시에서 운영하는 히트포인트(Hit-Point Co.,Ltd)가 개발한 부분 유료화 모바일 게임이다. 2017년 11월 24일에 iOS, 안드로이드 장치용으로 출시되었다.
같은 기업에서 개발한 모바일 게임 네코 아츠메와 비슷하게 타비카에루는 세밀하게 디자인된 그래픽과 더불어 압박이 적은 비경쟁 게임이다. 게임에서 플레이어가 컨트롤해야 하는 유일한 점은 개구리가 여행하는 일을 준비하는 것이다. 개구리는 집에서 공부와 놀이로 시간을 보내며 여행을 결정할 때 최대 4일을 밖에 나와있으며 그 동안 플레이어는 개구리와 소통할 기회가 없다.